# 2-Heptanon
A 2-heptanon színtelen, illékony folyadék, gyümölcsös, banánszerű illattal. Bizonyos ételekben természetes módon található meg (sör, fehér kenyér, vaj, sajtok, csipsz). Az USA-ban az FDA által engedélyezett élelmiszeradalék.

## Előfordulás
A macskák szagló receptoraira mint feromon hat. A patkányok vizeletében mint riasztó feromon van jelen.
Cipő- és gumigyári munkások vizeletében találták meg az n-heptánszármazékok egyikeként.
A méhek állkapocsmirigyében termelődő feromon, melynek rovarriasztó hatása van. A feltételezések szerint a méhek így akarják távol tartani potenciális ellenségeiket és a rablóméheket. Érdekes módon a 2-heptanon szintje a méhek életkorával nő, és a már gyűjtögetővé vált dolgozókban magasabb. Valószínűleg a méhek így jelölik meg a már meglátogatott és kiürített táplálékhelyeket. Tény, hogy a többiek elkerülik ezeket.

## Fordítás
Ez a szócikk részben vagy egészben  a(z)   2-Heptanone című angol Wikipédia-szócikk fordításán alapul.  Az eredeti cikk szerkesztőit annak laptörténete sorolja fel. Ez a jelzés csupán a megfogalmazás eredetét és a szerzői jogokat jelzi, nem szolgál a cikkben szereplő információk forrásmegjelöléseként.